# Парламентские выборы в Германии (1933, ноябрь)
Парламентские выборы в ноябре 1933 года (нем. Reichstagswahl) — внеочередное общенародное голосование по выборам парламента Германии — Рейхстага. Состоялись 12 ноября 1933 одновременно с референдумом по вопросу о выходе Германии из Лиги Наций. Вторые выборы после прихода к власти национал-социалистов; первые после запрета деятельности всех партий, за исключением национал-социалистической. Избирателям был предложен единственный список кандидатов без возможности ясно выраженного голосования «против».

## Политический контекст выборов
Период после выборов Рейхстага, состоявшихся 5 марта 1933, характеризовался формированием однопартийной диктатуры национал-социалистов, исключением других сил из легального политического процесса.
К моменту проведения голосования из парламента были изгнаны коммунисты (8 марта 1933); издан закон «О ликвидации бедственного положения народа и государства» (нем. Gesetz zur Behebung der Not von Volk und Reich, Ermächtigungsgesetz, 23 марта 1933 г.), передавший всю полноту государственной власти правительству; проведена публичная акция по сожжению книг, не соответствующих идеологии национал-социализма (10 мая 1933 г.); по обвинению в национальной измене была запрещена крупнейшая оппозиционная политическая сила — Социал-демократическая партия (22 июня 1933 г.). 14 июля 1933 г. были распущены все политические партии за исключением национал-социалистической и введён запрет на создание новых партий.
Переход всей полноты власти к Гитлеру и его соратникам совпал с окончанием острой фазы мирового экономического кризиса, которое сопровождалось экономическим оживлением и сокращением числа безработных. Начавшееся экономическое восстановление активно использовалось властями в пропагандистских целях.
На международной арене Германия оказалась в изоляции. Великобритания выступила с инициативой об установлении международного контроля над германскими вооружениями. В ответ Гитлер заявил о выходе из переговоров по разоружению и поставил вопрос о выходе Германии из Лиги Наций. Этот шаг вызвал широкую общественную поддержку, поздравительное письмо главе правительства, в частности, направил Мартин Нимёллер.
На 12 ноября были назначены новые парламентские выборы и референдум по вопросу о выходе из Лиги Наций. Дата голосования была назначена не случайно — она была максимально приближена к 11 ноября, дате подписания Компьенского перемирия.
Единый список кандидатов в депутаты был составлен Министерством внутренних дел при участии Национал-социалистической партии. Помимо нацистов, в него были включены известные политические и общественные деятели, представлявшие распущенные правые партии — Немецкую национальную народную партию, Немецкую народную партию, Партию Центра, Баварскую народную партию.

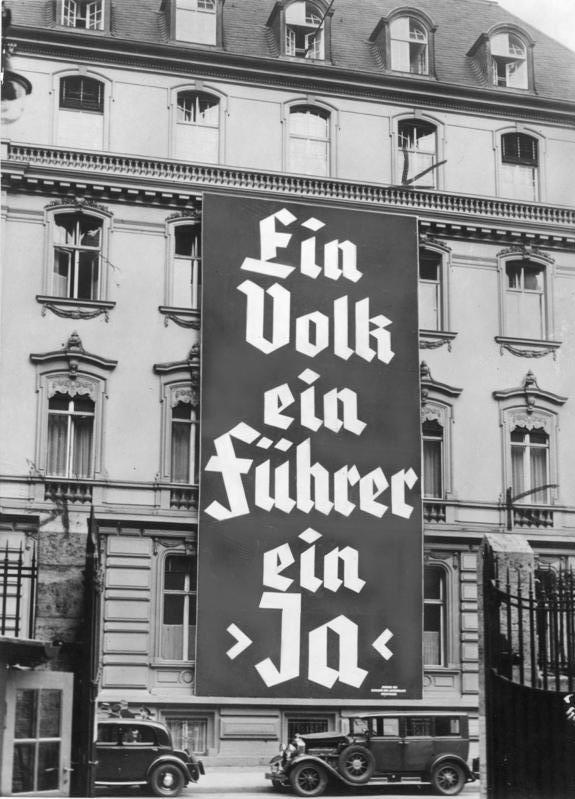
Агитационный баннер «Единый народ, единый вождь, единогласное „да“»

## Процесс

### Агитационная кампания
Основным лозунгом избирательной кампании национал-социалисты сделали призыв «С Гитлером против безумия вооружения» (нем. Mit Hitler gegen den Rüstungswahnsinn). Он получил широкую общественную поддержку. 11 ноября с обращением к народу в поддержку правительства в радиообращении выступил президент Пауль фон Гинденбург. С аналогичными заявлениями выступили известный врач Фердинанд Зауэрбрух, философ Мартин Хайдеггер, драматург Герхарт Гауптман. В поддержку единого списка выступила Католическая церковь и крупные предприниматели.

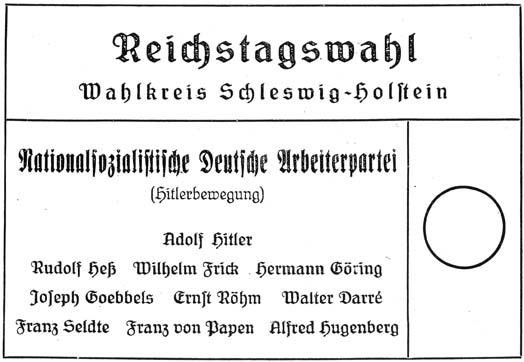
Избирательный бюллетень. Поле «против» отсутствует

### Голосование
Голосование проводилось в страхе наказания; для поддержания атмосферы нацисты обзванивали дома, спрашивая, проголосовали ли их жители. Для обеспечения нужного результата в ряде регионов власти прямо угрожали репрессиями за возможное выражение несогласия или неявку. 
К ноябрю 1933 года в Рейхе уже существовала система концлагерей, и выборы проводились и в лагерях, как, например, в Дахау, Ораниенбурге и в Бранденбурге; за выборами последовала амнистия политзаключённых, возможно, из-за хорошего результата.

## Результаты голосования
|                                |                                                   |            |        |               |  |
| Партия                         | Партия                                            | Голосов    | %      | Мест получено |  |
|                                | Национал-социалистическая немецкая рабочая партия | 39 655 224 | 92,11  | 661           |  |
| Против/незаполненные бюллетени | Против/незаполненные бюллетени                    | 3 398 249  | 7,89   |               |  |
| Всего                          | Всего                                             | 43 053 473 | 100,00 | 661           |  |
| Явка избирателей               | Явка избирателей                                  | 45 178 701 | 95,30  |               |  |
| Источник: Nohlen & Stöver      |                                                   |            |        |               |  |

По результатам выборов кандидаты от единого списка национал-социалистов заняли все места в Рейхстаге (661), в том числе 22 кресла, предназначавшиеся для «специально приглашённых» для участия в работе парламента лиц. В крупных городах было зафиксировано значительное протестное голосование. В Любеке зафиксировано 22 % недействительных голосов. В пригороде Гамбурга Альтоне за список проголосовали лишь 77,4 % избирателей, в самом Гамбурге — 78,1. В Бремене нацистов поддержали 79,6 %, в Берлине — 78,6 %, в Лейпциге — 79,8 %. В среднем по стране нацисты получили 92,11 % голосов (39 655 224 — «за», 3 398 249 недействительных бюллетеней; общее число избирателей — 45 178 701).